# Celón (lugar)
Celón (en eonaviego, Zalón) es un lugar perteneciente a la parroquia de Celón, en el concejo de Allande, comarca del Narcea, Principado de Asturias, España.